# Дмитрий Лихачов
Вижте пояснителната страница за други личности с името Дмитрий Лихачов.
Дмитрий Сергеевич Лихачов (на руски: Дми́трий Серге́евич Лихачёв) е руски филолог и културолог, академик и член на Академията на науките на СССР.
Изследовател на средновековната руска литература, изобразително изкуство, история и фолклор. Обект на негови проучвания са и византийската и славянска литература и изкуство. Изследванията му засягат и старобългарската литература и изкуство, в частност делото на Кирил и Методий, Търновската книжовна школа и нейното влияние върху руската литература, което той определя като „Второ южнославянско влияние“.
По примера на Петър Струве е един от двамата руси най-задълбочено оценили българския принос във възникването, изграждането и утвърждяването на Русия с нейната култура.

## Биография
Роден е на 28 ноември 1906 г. в семейството на инженера електротехник Сергей Михайлович Лихачов и Вера Семьонова Лихачова.
В периода 1914 – 1923 г. учи в гимназията на Императорското човеколюбиво общество, гимназията и реално училище „К. И. Май“ и съветското трудово училище „Л. Лентовский“.
От 1923 до 1928 г. е студент в романо-германската и славяно-руската секция на отдела по езикознание и литература на факултета за обществени науки към Ленинградския държавен университет.
На 8 февруари 1928 г. е арестуван заради участието си в нелегален студентски кръжок, обвинен в контраревюлюционна дейност и осъден на 5 години лишаване от свобода. През ноември е изпратен в Соловецки лагер със специално предназначение (Соловецкого лагеря особого назначения).
Освободен е предсрочно на 8 август 1932 г. и се връща в Ленинград. Работи като литературен редактор и коректор.
През 1935 г. се жени за Зинаида Александровна Макавеева. През 1937 г. се раждат дъщерите им, близнаци, Вера и Людмила.
От 1938 до 1954 г. е научен сътрудник в Института за руска литература към Академията на науките на СССР. През 1941 г. е в блокирания от немците Ленинград. Защитава научна дисертация.
В 1942 г. издава първата си книга „Оборона древнерусских городов“ („Отбраната на древноруските градове“), написана съвместно с М. А. Тиханов. Напуска със семейството си блокирания Ленинград и се мести в Казан.
От 1946 до 1953 г. е преподавател (доцент до 1951, после професор) в Ленинградския държавен университет. Чете лекции по история на руските летописи, палеография и история на древноруската култура.
През 1947 г. става доктор на филологическите науки, защитавайки дисертация на тема „Очерки по истории литературных форм летописания XI – XVI вв.“.
Издава множество древноруски летописни и литературни паметници, между които „Слово за похода на Игор“ и „Повести временных лет“.
В 1958 г. е на командировка в България, за проучване на съхранените тук старинни ръкописи.
През 1960 и 1961 г. участва съответно в I и II Международна конференция по поетика в Полша.
От 1960 до 1966 г. е заместник-председател на Обществото за българо-съветска дружба. От 1963 г. е чуждестранен член на Българската академия на науките. Награден е от президиума на Народното събрание на НРБ с орден „Кирил и Методий“, I степен. Участва в V Международен конгрес на славистите.
През 1964 г. чете лекции в Унгарската академия на науките. Участва в симпозиум, посветен на Вук Караджич в Югославия. Изследва запазените тук славянски ръкописи.
През следващите години посещава множество страни (Полша, Чехословакия, Дания, България, Германия, Великобритания, Румъния) за участие в международни конгреси посветени на древноруската и славянска култура.
Избран е за почетен член на Австрийската академия на науките (1968), действителен член на Академията на науките на СССР (1970), чуждестранен член на Сръбската академия на науките (1971), член на Унгарската академия на науките (1973). Получава званието почетен доктор от Единбургския университет, Великобритания. От 1976 г. е член-кореспондент на Британската академия на науките.
През 1975 г. се изказва против изключването на академик Андрей Сахаров от Академията на науките на СССР.
В 1976 г. участва в конференцията „Търновската школа, ученици и последователи на Евтимий Търновски“ в България. Същата година става член на редколегията на международното научно списание „Palaeobulgarica“, издавано в София. Остава такъв до смъртта си през 1999 г.
През 1977 г. е награден от президиума на БАН с Кирилово-Методиевска награда за научния му труд „Големият свят на руската литература“. На следващата година е удостоен с грамота и почетен знак „Златно перо“ от Съюза на българските журналисти заради „голям творчески принос в българската журналистика и публицистика“. Участва в международния симпозиум „Търновската художествена школа и славяно-византийското изкуство от XII-XV век“. Чете лекции в Института по българска литература към БАН и Центъра по българистика.
В 1980 г. чете лекции в Софийския университет. Награден е с отличието „Никола Вапцаров“ от Съюза на българските писатели.
Участва в конференцията в София по случай 1300 години от създаването на Българската държава (1981). Изнася доклад на тема „Държава на духа“ на I Международен конгрес на българистите. По-късно той е публикуван в „Държава на духа: нови съветски изследвания върху българската история“. Държавният съвет на НРБ му присъжда международната награда „Евтимий Търновски“
Във връзка със заплахата от ядрен конфликт по време на Студената война, се ангажира с усилията за разоръжаване и мирно решаване на политическите противоречия. Участва в международния форум „За безядренен мир, за оцеляване на човечеството“ в Москва. Пътува в Италия за участие в организацията на фонда „За оцеляване на човечеството в ядрената война“.
През 1988 г. е избран за почетен доктор на Софийския университет и член-кореспондент на Гьотингенския университет във ФРГ. Присъдена му е Европейска награда за културна дейност.
През 1990 г. става член на международния комитет по възстановяване на Александрийската библиотека.
През 1992 г. е избран за член на Философското научно общество на САЩ и почетен доктор на Сиенския университет, Италия.
Награден е с ордените „Мадарски конник“ (1995) за заслуги към укрепването на научните и културните връзки между България и Русия.
Получава международната награда „Лястовичка на мира“ (Италия) за големия си принос към идеите на мира и взаимодействието на националните култури.
Умира на 30 септември 1999 г. в Петербург. Погребан е на 4 октомври в гробището на Комарово.

## Основни насоки в научната дейност
Като учен Лихачов се оформя през 30-те години на 20 век, когато в СССР се възражда интересът към руската древност, пренебрегвана през годините непосредствено след Октомврийската революция. Първите му големи изследвания касаят старите руски летописи. През 1947 г. той издава труда си „Русские летописи и их культурно-историческое значение“ („Руските летописи и тяхното културно-историческо значение“), в който разглежда летописният жанр като основен в старата руска литература. Голям интерес за Лихачов представлява „Слово о полку Игорове“, на когото посвещава множество изследвания. Ученият изтъква художествената и естетическа стойност на древноруските писмени паметници, правейки аналогия между тях и съвременното им руска живопис. На базата на тези си изследвания, Лихачов изгражда духовният образ на средновековния човек в Русия. Интерес за него представлява византийската и старобългарска литература, взаимоотношенията им с руската и влиянието което оказват върху ѝ. Той високо оценява книжовната дейност на братята Кирил и Методий, Йоан Екзарх, Евтимий Търновски и неговите ученици.

## Признание
От 1984 г. името на Дмитрий Лихачов носи откритата от съветски астрономи малката планета № 2877 – (2877) Likhachev-1969 TR2.
По случай навършването на 100 години от рождението му, с указ на президента на Руската федерация, 2006 г. е обявена за година на академик Дмитрий Лихачов. В София по случай годишнината на руския учен се организира фотоизложба „100 години академик Дмитрий Лихачов“, експонирана в изложбена зала „Средец“ на Министерството на културата. Дмитрий Лихачов е удостоен с орден „Стара планина“.
През същата година на негово име е наречена главната улица в софийските квартали „Обеля“, „Обеля 1“ и „Обеля 2“ „Акад. Дмитрий Лихачов“ (Карта).
На 30.11.2015 г., по случай 109 г. от рождениета на акад. Дмитрий Лихачов в гр. София, кв. „Обеля”, ул. „Дмитрий Лихачов” е открит бюст-паметник със сложна форма. Поставен с решение № 404 по т. 42, заседание № 64 на СОС, проведено на 26.06.2014 г.